# Episodi di Le straordinarie avventure di Jules Verne
Questa è la lista degli episodi de Le straordinarie avventure di Jules Verne. Ogni episodio della serie adatta un romanzo dello scrittore Jules Verne, esclusi gli ultimi due nei quali vi è un resoconto delle avventure vissute.
| Nº | Titolo                        | Prima TV          | Romanzo originale                                         |
| -- | ----------------------------- | ----------------- | --------------------------------------------------------- |
| 1  | Africa australe               | 14 settembre 2013 | Avventure di tre russi e tre inglesi nell'Africa australe |
| 2  | Nautilus                      | 15 settembre 2013 | Ventimila leghe sotto i mari                              |
| 3  | Scogliera di Oban             | 21 settembre 2013 | Il raggio verde                                           |
| 4  | Scuola di sopravvivenza       | 22 settembre 2013 | La scuola dei Robinson                                    |
| 5  | Luna                          | 28 settembre 2013 | Dalla Terra alla Luna                                     |
| 6  | Gibilterra                    | 29 settembre 2013 | Gil Bratar                                                |
| 7  | Terre dello zar               | 5 ottobre 2013    | Michele Strogoff                                          |
| 8  | Meteora d'oro                 | 6 ottobre 2013    | Caccia alla meteora                                       |
| 9  | Carpazi                       | 12 ottobre 2013   | Il castello dei Carpazi                                   |
| 10 | Giro del mondo                | 13 ottobre 2013   | Il giro del mondo in 80 giorni                            |
| 11 | Charleston                    | 19 ottobre 2013   | I violatori del blocco                                    |
| 12 | Albatross                     | 20 ottobre 2013   | Robur il conquistatore                                    |
| 13 | Fiume Niger                   | 26 ottobre 2013   | Clovis Dardentor                                          |
| 14 | Rio delle Amazzoni            | 27 ottobre 2013   | La Jangada                                                |
| 15 | Sfinge dei ghiacci            | 2 novembre 2013   | La sfinge dei ghiacci                                     |
| 16 | Centro della Terra            | 3 novembre 2013   | Viaggio al centro della Terra                             |
| 17 | Sahara                        | 9 novembre 2013   | L'invasione del mare                                      |
| 18 | Isola dei misteri             | 10 novembre 2013  | L'isola misteriosa                                        |
| 19 | Golfo del Bengala             | 16 novembre 2013  | La casa a vapore                                          |
| 20 | Vecchia miniera               | 17 novembre 2013  | Le Indie nere                                             |
| 21 | Monte Eyry                    | 23 novembre 2013  | Padrone del mondo                                         |
| 22 | Golden Mount                  | 24 novembre 2013  | Il vulcano d'oro                                          |
| 23 | Traversata del Chancellor     | 30 novembre 2013  | I naufraghi del Chancellor                                |
| 24 | Tesoro di Kamylk Pascià       | 7 dicembre 2013   | Le mirabolanti avventure di mastro Antifer                |
| 25 | Città dell'acciaio - Parte I  | 8 dicembre 2013   | —                                                         |
| 26 | Città dell'acciaio - Parte II | 14 dicembre 2013  | —                                                         |